# Rey
Rey egy szereplő George Lucas kitalált Csillagok háborúja univerzumában.
Először a Csillagok háborúja VII: Az ébredő Erő című epizódban tűnik fel, amiben Daisy Ridley alakítja. Rey egy roncsvadász, akit gyermekkorában hátrahagytak a Jakku bolygón, később Ellenállóként összetűzésbe kerül az Első Renddel, amikor magányának véget vet Poe Dameron droidja, BB-8.

## Megjelenések

### Fiatalkora
Rey az Endori csata után született Y. u. 15-ben, Palpatine "fia" és Miramir nevű gyermekeként a Kyperkarn nevű bolygón. Y. u. 21-ben a szétroncsolódott Palpatine felbérelt egy Ochi nevű bestoonit, hogy hozza el Rey-t élve. Azonban Rey szülei nem engedték, hogy elvigyék Rey-t, ezért elrejtették egy Jakku nevű sivatagos bolygóra Unkar Plutt-hoz. Rey szüleit azonban elkapta Ochi, és mivel nem árulták el, hogy hol van Rey, megölte őket. Unkar Plutt szerencsére nem úgy bánt Reyre, mint rabszolgára, így roncsvadásszá léptette elő.

### AzébredőErő
Rey egyedül él a Jakkun, roncsok kifosztásából él, és várja, hogy családja visszatérjen hozzá. Megmenti BB-8 asztrodroidot, és találkozik egy szökött rohamosztagosal, Finn-nel. Az Első Rend katonái megtámadják őket, ekkor ellopnak egy hajót, amit Rey vezet (a hajó a Millennium Falcon). Ekkor Han Solo és társa, Csubakka elfogják az Ezeréves Sólymot a teherhajójukkal. Amikor bandák támadják meg a teherhajót (mivel Han Solo tartozik nekik), Rey véletlenül kiengedi Solo veszélyes rakományát, majd mindannyian elmenekülnek a teherhajóról a Sólyom fedélzetén. Finn elmondja, hogy BB-8 egy fontos térképet tárol, ami Luke Skywalker tartózkodási helyét mutatja. Han Solo munkát ajánl Reynek, de ő visszautasítja azt, mert vissza akar térni a Jakkura.
Han elvezeti őket Maz Kanata kastélyába, aki segíthet visszajuttatni BB-8-at a lázadókhoz. Rey csalódott, amiért Finn nem tart vele a Jakkura, lemegy a kastély pincéjébe, ahol talál egy fénykardot. Amikor megérinti furcsa látomásai lesznek: lát egy csatát, amit Kylo Ren vezet, látja saját magát, amikor kislányként otthagyták a Jakkun, és látja Luke Skywalkert, az utolsó Jedi Lovagot. Az elmondja Reynek, hogy akárki is hagyta őt hátra a Jakkun, már nem tér vissza hozzá, és az egyetlen kiút, ha megtanulja használni az Erőt. Neki akarja adni a kardot, de Rey visszautasítja, és elfut az erdőbe.
Az Első Rend megtámadja Maz kastélyát, és Kylo Ren elrabolja Reyt, majd a Csillagpusztító bázisra viszi őt, ahol elmetrükkökkel próbálja megszerezi a térképet, amit BB-8 mutatott a lánynak. Az erőt használja, hogy olvasson az agyában, és felfedezi, hogy a lány úgy néz Han Solo-ra, mint egy apára, aki sohasem volt neki. Ám Rey ellenáll Kylo Ren trükkjének, és felfedi belső félelmét, miszerint sohasem lesz olyan erős, mint Darth Vader. Az Első Rend legfelsőbb vezére, Snoke, mikor Kylo jelentést tesz a lány erejéről, megparancsolja neki, hogy vigye elé Reyt. Ám a lány közben kiszabadul, átverve az őröket egy Jedi elmetrükkel. Mikor a kiutat keresi, találkozik Finnel, Hannal és Csubakkával, akik azért jöttek, hogy megmentsék. Közben Kylo megöli saját apját, Han Solót.
Mialatt próbálnak megszökni a Csillagpusztítóról, összetűzésbe kerülnek Rennel. Kylo megsebesíti Finnt, az Erő segítségével próbája meg magához venni Luke kardját, de Rey felülkerekedik rajta, és szembeszáll a már sérült Kylóval. Rey az Erőt kihasználva legyőzi Rent. Az Ezeréves Sólyommal megszöknek, ő, Csubakka és a sérült Finn visszatérnek a ellenállók bázisára. Míg mindenki a győzelmet ünnepli, Rey közli Leiával a hírt, hogy Han Solo meghalt, meglátogatja a még eszméletlen Finnt. Ezután elindul a BB-8, hogy megkeresse Luke-ot az újra működőképes R2-D2-ból származó térképrészletek segítségével. Csubakka és R2-D2 vele mennek a Millennium Falcon fedélzetén. Rey megtalálja Luke-ot az Ahch-To bolygón, és visszaadja neki elvesztett fénykardját.

### Az utolsó Jedik
Rey abban a reményben érkezik Luke Skywalkerhez, hogy az tanítani fogja őt, ám csalódnia kell, mert az öreg jedi mester nem segít neki. Rey eleinte maga kezd el gyakorolni jobb híján, ám Luke végül néhány elméleti leckét mégis ad neki, ám nem többet.
Míg a szigeten tartózkodik, Reyt egyre több látomás kezdi összekapcsolni Kylo Rennel, azaz Ben Soloval, és egyre többször találkoznak "virtuálisan". Egy ilyen találka után Rey kérdőre vonja Lukeot, amikor kiderül, hogy a jedi mester annak ifjúkorában egy alkalommal Ben ellen támadt álmában, mivel sötétséget érzett benne, és ez az árulás vezetett Kylo sötét oldalra állásához. Rey hisz benne, hogy vissza tudja csábítani őt a jó oldalra, ezért otthagyja Luke-ot, és egyenesen Kylo Renhez repül a Fennsőbbségre, Snoke legfőbb vezér zászlóshajójára. Ren azonban mestere elé vezeti a lányt, látszólag elárulva őt. Snoke felfedi Rey előtt, hogy ő kötötte össze látomásaiban Bent és a lányt, hogy ezzel csapdába csalja, majd elégedetten veszi tudomásul, hogy az Első Rend apránként végez az Ellenállás hajóival. Snoke utasítja vívódó tanítványát, hogy ölje meg Reyt, ezzel beteljesítve kiképzését. Ben azonban sikeresen átveri mesterét, aki abban a hitben, hogy Kylo lesújtani készül a lányra, nem veszi észre hogy tanítványa az életére tör: Rey helyett mesterét fűrészeli ketté Luke Skywalker fénykardjával, amelyet Snoke korábban maga mellé helyezett a trónján, ezzel megmentve Rey életét.
Snoke halála láttán testőrei egyszerre támadják meg a két fiatalt, ám együttes erővel mind a nyolc gárdistával végeznek. Ezután Kylo ismét megkísérli maga mellé állítani Reyt, a lány azonban nem hajlandó a barátait veszni hagyni, így összetűzésbe kerülnek, aminek Skywalker kardja látja kárát. Az Ellenállás akciójának köszönhetően a hajót robbanás rázza meg, ez pedig alkalmat nyit Rey számára, hogy elmeneküljön, és Csubakkáékhoz csatlakozva segítségére siessen bajba jutott társainak. Az Ezeréves Sólyom ágyúival végez több TIE-vadásszal, majd az Erő segítségével kimenti a barlangban rekedt túlélőket. Ezzel újra találkozik Finnékkel, illetve személyesen is megismerkedik Poe Dameronnal.

## Kapcsolódó művek
Rey megjelenik még a Star Wars: Az ébredés előtt (2015) című, Greg Rucka által írt könyvben; a fiatal olvasóknak szánt könyv Poe, Finn és Rey életét mutatja be a Csillagok háborúja VII: Az ébredő Erő eseményei előtt.
Szintén szerepel a Rey túlélési útmutatója (2015) címet viselő könyvben, amit Jason Fry írt, Rey perspektívájából mutatja be magát Reyt és a bolygót, ahol élt.
Rey karaktere megjelent videojátékokban is, a Disney Infinity 3.0-ban és a Lego Star Wars: The Force Awakens-ben, mindkettőben Daisy Ridley szólaltatta meg Reyt.
A Hasbro kiadott egy Monopoly játékot Az ébredő Erőre alapozva, amiben Rey is szerepel.

## Jellemzése
Rey egy makacs, önfejű, bátor nő, ugyanakkor lojális barátaihoz, éppúgy, mint Luke Skywalker.
Emily Rome, a HitFix egyik írója azt állítja, hogy Rey "mindaz, amit akartunk egy Csillagok háborújában szereplő nőben"; dicséri a karaktert, mert "független, tehetséges, erős és nincs szüksége segítségre".

## Értékelése
Megan Garber, a The Atlantic egyik szerkesztője szerint „Rey bizonyítani fogja, hogy rendkívül rövid idő alatt rendkívül jó harcos lesz belőle”. Reyben ott van az Erő, amit a látomások bizonyítanak, amiket akkor látott, amikor megérintette a fénykardot, ami egykor Anakin Skywalkeré, majd később fiáé, Luke Skywalkeré volt. Kiképzés nélkül tudta használni az Erő által nyújtott adottságokat, és legyőzte Kylo Rent, aki már kitűnően tudta használni az Erő sötét oldalát. Adam Howard az MSNBC-től szerint „a film legnagyobb meglepetése ez az erős női karakter volt”, néhányan Reyt egy „új feminista ikonhoz” hasonlítják.
A rajongók ezzel szemben negatívan ítélik meg ezt a szereplőt. Számtalan Csillagok háborúja-rajongó YouTube-influenszer minden idők egyik legrosszabb Csillagok háborúja-szereplőjének tartja, a legközismertebb, de nem az egyetlen probléma az ún. Mary Sue-vita. A filmadatbázis.hu kritikusának szavaival: „Minden esemény egyedül Rey cselekedeteitől, gyakran pusztán személyétől függ, akinek semmilyen érzékelhető kapcsolata nincs a csapat többi tagjával, vagy esetenként akár a külvilággal sem. Ő a minden problémát alanyi jogon megoldó, legyőzhetetlen, korlátlan képességekkel rendelkező szuperhős, akinek semmi sem árthat, és bármi, amit tesz, helyes. Egyedül személyiséggel nem rendelkezik, amit az őt alakító színésznő, Daisy Ridley fertelmesen maníros, egocentrikus és időnként amatőr játéka tovább erősít. Egy megírásakor antipatikus karaktert tesz még arrogánsabbá a színészi játék, ami elsősorban a forgatókönyvek hibája, de az alakítás révén még inkább hangsúlyosabbá válik. Hiába próbálják régi, ismert és közkedvelt szereplők által legitimálni a helyzetét, karaktere menthetetlen.” 
Kisebb botrányként robbant a rajongók körében a „they had no plan”-gate-ként címkézhető vita („nem volt tervük”-botrány). Ennek alapja Kathleen Kennedy, a Lucasfilms vezetője és a filmek executive producere több interjúja volt (elsősorban egy 2019-es interjú a Rise of Skywalkerről), amikben azt állította, hogy nagyon alaposan kidolgozták a Disney-trilógia történetét. Ennek ellentmondva viszont Daisy Ridley egy videointerjúban elmondta, hogy tulajdonképpen a Rise of Skywalker készítése közben sem tudta a rendező JJ Abrams, hogy Rey igazából kicsoda, kik a szülei, honnan jön és hova tart; az első filmben még úgy tervezték, Kenobi lánya lesz, de felmerült az is, hogy az apja Han Solo legyen, JJ. Abrams csak a harmadik film forgatása közben döntötte el Reyről, hogy Palpatine unokája lesz. Nem ez az egyetlen eset, ami a rajongók szerint arról tanúskodik, hogy Kennedy folyamatosan hazudozott a készülő trilógiáról.

## Fordítás
- Ez a szócikk részben vagy egészben  a   Rey (Star Wars) című angol Wikipédia-szócikk ezen változatának fordításán alapul.  Az eredeti cikk szerkesztőit annak laptörténete sorolja fel. Ez a jelzés csupán a megfogalmazás eredetét és a szerzői jogokat jelzi, nem szolgál a cikkben szereplő információk forrásmegjelöléseként.